# Juris Alunāns
Juris Alunāns (født Gustavs Georgs Frīdrihs Alunāns; 13. maj 1832 i Kalsnavas pagasts i Guvernement Livland – 18. april 1864 i Jostenes pagasts  i Guvernement Kurland) var en lettisk forfatter, filolog og den første oversætter af digte til lettisk. Alunāns var ophavsmand til lettisk lingvistik og dennes nationale traditioner. Desuden var han medlem af Unge Letter-bevægelsen.
Alunāns skabte omkring 500 nydannelser, hvoraf de fleste hurtigt indgik i det lettiske sprog, og stadig benyttes den dag i dag.